# Velká východní krize

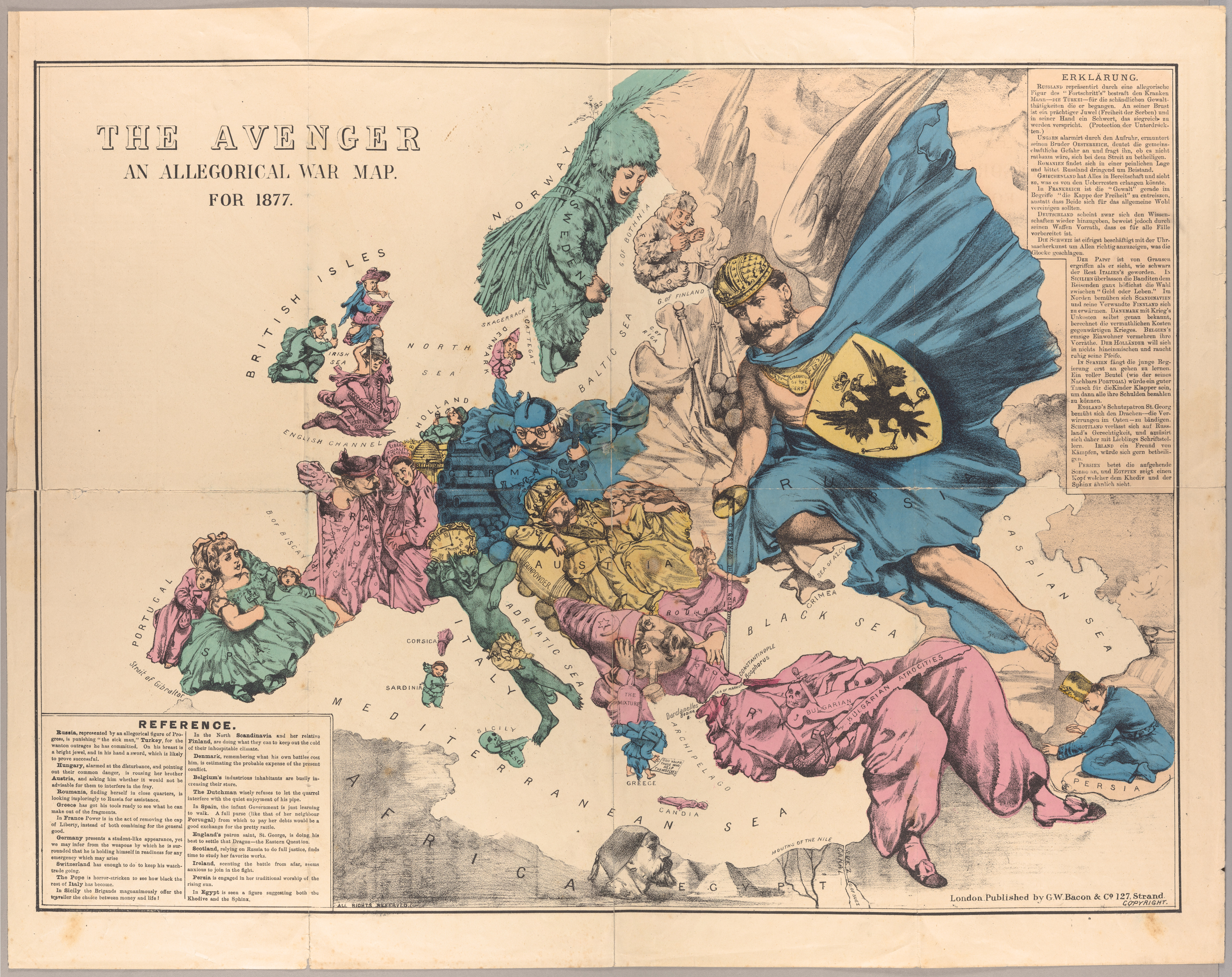
Alegorická mapa Evropy z roku 1877 reflektující rusko-tureckou válku a Velkou východní krizi

Velká východní krize je pojem zahrnující povstání, vojenské střety, mírová jednání a vyhlášení nezávislosti několika balkánských států během let 1875-1878. Tato krize byla zakončena Berlínským kongresem v roce 1878.

## Počátky krize
Balkánská oblast se potýkala s nestabilitou a nepokoji už na začátku 70. let 19. století. V Rumunsku se střídala jedna vláda za druhou[zdroj?] a sílily snahy o vyhlášení nezávislosti na Osmanské říši, stejně jako v Srbsku, Bulharsku a Černé Hoře. V Osmanské říši pokračovala vnitřní krize, podnikané reformy nebyly efektivní, občané neměli takřka žádná práva[zdroj?] a neustále se zvyšovaly nebo zaváděly nové daně.[zdroj?]
Za jiskru, která naplno rozžehla Balkánskou krizi, lze považovat povstání křesťanských rolníků v Bosně a Hercegovině z roku 1875. Povstání, které původně zažehla neúroda a následné zvýšení daní následně získalo náboženský a národnostní charakter. Brzy se rozšířilo i do Černé Hory a Srbska[zdroj?], které byly fakticky nezávislé na Osmanské říši již dříve.

## Průběh krize
Rusko bylo v této době oporou pro pravoslavné obyvatelstvo na Balkáně. Proto se ihned chopilo této příležitosti a vyslalo do Srbska dobrovolníky, ale i zkušené velitele. Chtěli tak odčinit i porážku z Krymské války. Cílem Ruska nicméně bylo získat na Balkáně, kde vliv Osmanské říše postupně klesal, převahu. Hrozilo totiž riziko, že se klíčovým faktorem stane Rakousko-Uhersko, Velká Británie, nebo Francie.
Rumunsko, ač se snažilo vystupovat neutrálně, povolilo přechod ruských vojáků i válečného materiálu do Srbska. Povstání vypuklo i v Bulharsku, ale povstala jen malá hrstka obyvatel. Vzbouřenci očekávali brzký postup ruských vojsk a zhroucení Osmanské říše. Proto bylo každé povstání tureckými oddíly poraženo a potom následovaly kruté represe. Například během bulharského povstání bylo popraveno přes 15 000 lidí.
Povstání se sice nepovedlo, ale vyvolalo velkou odezvu mezi světovou veřejností a rozdmýchalo protiturecké nálady v Evropě.
Mezitím v Srbsku pokračovaly boje mezi povstalci a tureckou armádou. I přes ruskou podporu procházela srbská armáda neustálými porážkami, načež muselo Rusko zasáhnout diplomatickou cestou.
V roce 1876 zaslalo Osmanské říši ultimátum, aby zastavilo boje na Balkáně a aby byl navrácen předválečný stav. Osmanská říše nečekaně souhlasila, a tak bylo obnoveno území všech povstaleckých území a nastoleno příměří.
Rusko ale nepočítalo, že tímto skončí jeho intervence na Balkáně, a tak se na tajné schůzce v létě 1876 mezi carem Alexandrem II. a Františkem Josefem dohodlo, že Habsburkové zůstanou neutrální a za odměnu získají území Bosny a Hercegoviny.[zdroj?] Zároveň se obě mocnosti dohodly, že na Balkáně nebudou vznikat velké slovanské státy.
Krize přiměla velmoci ke konání konference v Istanbulu o ochraně křesťanských menšin v Osmanské říši, Jednání se ale nezdařila.[zdroj?]
V březnu 1877 dalo Rusko Osmanské říši další ultimátum. Tentokrát žádali, aby Osmanská říše přijalo dohody z istanbulské konference. Do tohoto se připojila i Velká Británie s výzvou, aby Turecko přijalo reformy, jinak nebude garantovat suverenitu Osmanské říše. Tímto tahem si Rusko získalo neutralitu Rakouska-Uherska i Velké Británie a mělo volnou cestu k válce.
Ta vypukla krátce po tureckém odmítnutí ruského ultimáta v dubnu 1877. Ruská armáda zaútočila z rumunského území. Rusko a jeho spojenci z řad národů začleněných do Osmanské říše nasadili okolo 200 000 mužů na dvou frontách (Dunaj, Arménie).
Rusové a Rumuni sice na počátku války dosáhli rychlého úspěchu, když překonali Dunaj a zatlačili Turky k jejich opevněním u Plevna a Šumenu, pak se však zdrželi v bojích proti zakopaným tureckým silám a napříč Bulharskem se mohli vydat až po jejich porážce na podzim stejného roku.[zdroj?] Zde navíc působili bulharští povstalci a škodili turecké armádě v týlu, což Turci drasticky trestali a vypalovali celé obce a města jako byla Stara Zagora.

## Konec válek
Zásadní momenty války se odehrály u Plevna, kde spojenci obklíčili a oblehli tureckou armádu. Turkové se sice statečně bránili, ale protiofenzíva vedená v průsmyku Šipka byla odražena. Posádce v Plevně tak nezbylo po dlouhém obležení, než kapitulovat a město vydat.
Povzbuzeno těmito úspěchy, vyhlásilo opět i Srbsko a Řecko válku Osmanské říši. Řekové vpadli do Thesálie na pomoc utlačované řecké menšině.[zdroj?]

## Mírová jednání

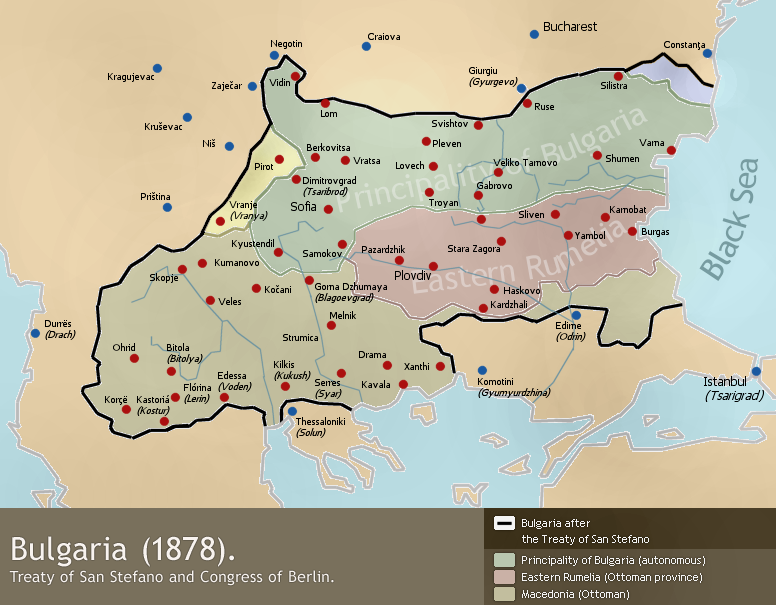
Velké Bulharsko dle Sanstefanské smlouvy.

Po porážce u Plevna vedla Osmanská říše ústupové boje a Rusové postupovali na Cařihrad. Do situace se vložily také evropské mocnosti. Velká Británie, ani Rakousko nechtěly, aby se pádem Osmanské říše mělo Rusko v oblasti Balkánu otevřenou cestu. Proto tyto velmoci iniciovaly jednání o příměří. Rusové souhlasili a v únoru 1878 byla podepsána Sanstefanská mírová smlouva.
V této smlouvě Rusko však porušilo svoji dohodu s Rakouskem, ve které se zavázali nevytvářet na Balkáně slovanské státy. Ostatně se sanstefanskou smlouvou byli spokojeni pouze Rusové a Bulhaři, kteří si dopomohli k velkému území.
Ostatní evropské mocnosti daly jasně najevo nesouhlas se Sanstefanskou mírovou smlouvou a svolávají nový kongres. Ten se koná v Berlíně v létě 1878 pod záštitou Otto von Bismarcka.
Berlínský kongres dal jasně najevo, že si nepřeje porážku Osmanské říše a posílení Ruska. Dal vzniknout několika novým státům na mapě Evropy, mezi které patřilo již zmíněné Bulharsko, dále pak Srbsko a Rumunsko.[zdroj?]